# Emerse Faé
Emerse Faé (Nantes, 1984. január 24. –) francia születésű és korosztályos válogatott, elefántcsontparti válogatott labdarúgó.

## Válogatott góljai
|   | Időpont        | Helyszín     | Ellenfél | Gólok | Eredmény | Kiírás     |
| - | -------------- | ------------ | -------- | ----- | -------- | ---------- |
| 1 | 2006. Május 7. | Bázel, Svájc | Svájc    | 1–1   | 1–1      | Barátságos |